# フレディ・バルガス
フレディ・エンリケ・バルガス・ピニェロ（Freddy Enrique Vargas Piñero, 1999年4月1日 - ）は、ベネズエラ・ララ州バルキシメト出身のサッカー選手。マッカビ・ブネイ・ライネ所属、ポジションはFW。

## クラブ歴
2017年に地元のデポルティーボ・ララのトップチームに昇格。2月27日のポルトゥゲサFC戦でプロデビュー。4月1日のアトレティコ・ベネズエラ戦でプロ初ゴールを記録。プロ1年目の同年シーズンは、リーグ戦26試合に出場。以降もチームの中心選手に成長し、2020年シーズンは短縮シーズンながら自己最多の5ゴールを記録した。
2021年1月15日、FCダラスに1年間のローン移籍で加入したことが発表された。

## 代表歴
2021年9月9日、2022 FIFAワールドカップ・南米予選のパラグアイ代表戦で代表初出場。